# Barbara Majzel
Barbara Majzel (ur. 4 października 1936 w Warszawie) – polska polityk, posłanka na Sejm PRL VIII i IX kadencji.

## Życiorys
Uzyskała wykształcenie podstawowe. Pracowała na stanowisku brygadzistka – brakarz produktów chemicznych w Zakładach Włókien Chemicznych „Chemitex-Wistom” w Tomaszowie Mazowieckim. W 1956 wstąpiła do Polskiej Zjednoczonej Partii Robotniczej. Z jej ramienia w 1980 uzyskała mandat posłanki na Sejm PRL VIII kadencji z okręgu Piotrków Trybunalski, zasiadając w Komisji Górnictwa, Energetyki i Chemii, Komisji Przemysłu Lekkiego, Komisji Przemysłu oraz w Komisji Górnictwa, Energetyki i Wykorzystania Zasobów Naturalnych. W 1985 uzyskała reelekcję. W Sejmie IX kadencji zasiadała w Komisji Przemysłu oraz w Komisji Polityki Społecznej, Zdrowia i Kultury Fizycznej. Działała w Patriotycznym Ruchu Odrodzenia Narodowego.